# Scutellaria churchilliana
Scutellaria churchilliana är en kransblommig växtart som först beskrevs av Fernald (pro. sp..  Scutellaria churchilliana ingår i Frossörtssläktet som ingår i familjen kransblommiga växter. Inga underarter finns listade i Catalogue of Life.